# Rialto Theatre
Le Rialto Theatre était un cinéma de New York, situé au 1481 Broadway, à l'angle nord-ouest de la Septième Avenue et de la 42e Rue, dans le quartier des théâtres de Manhattan.

## Histoire

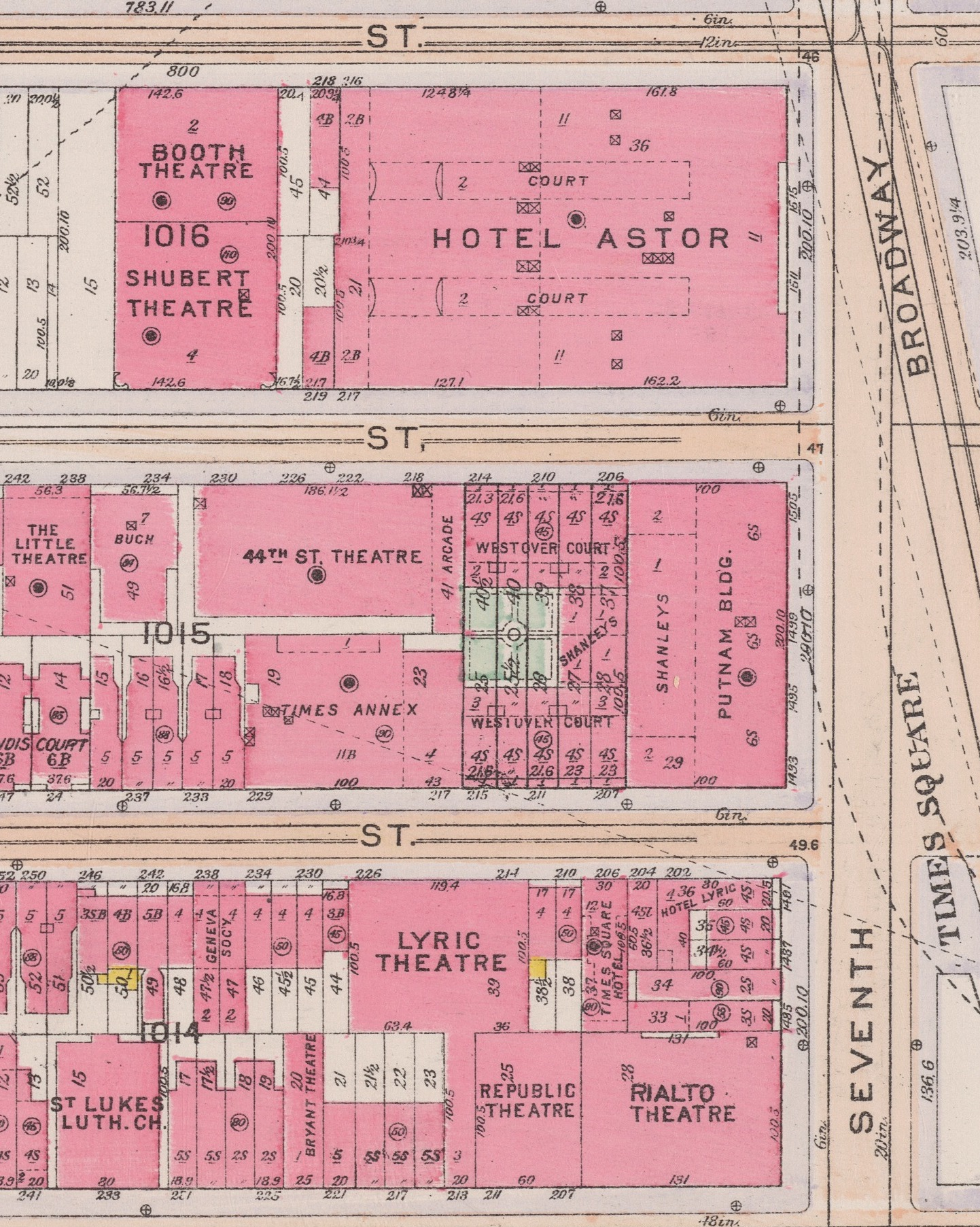
Plan de TIMES SQUARE en 1916 avec le Rialto et d'autres théâtres.

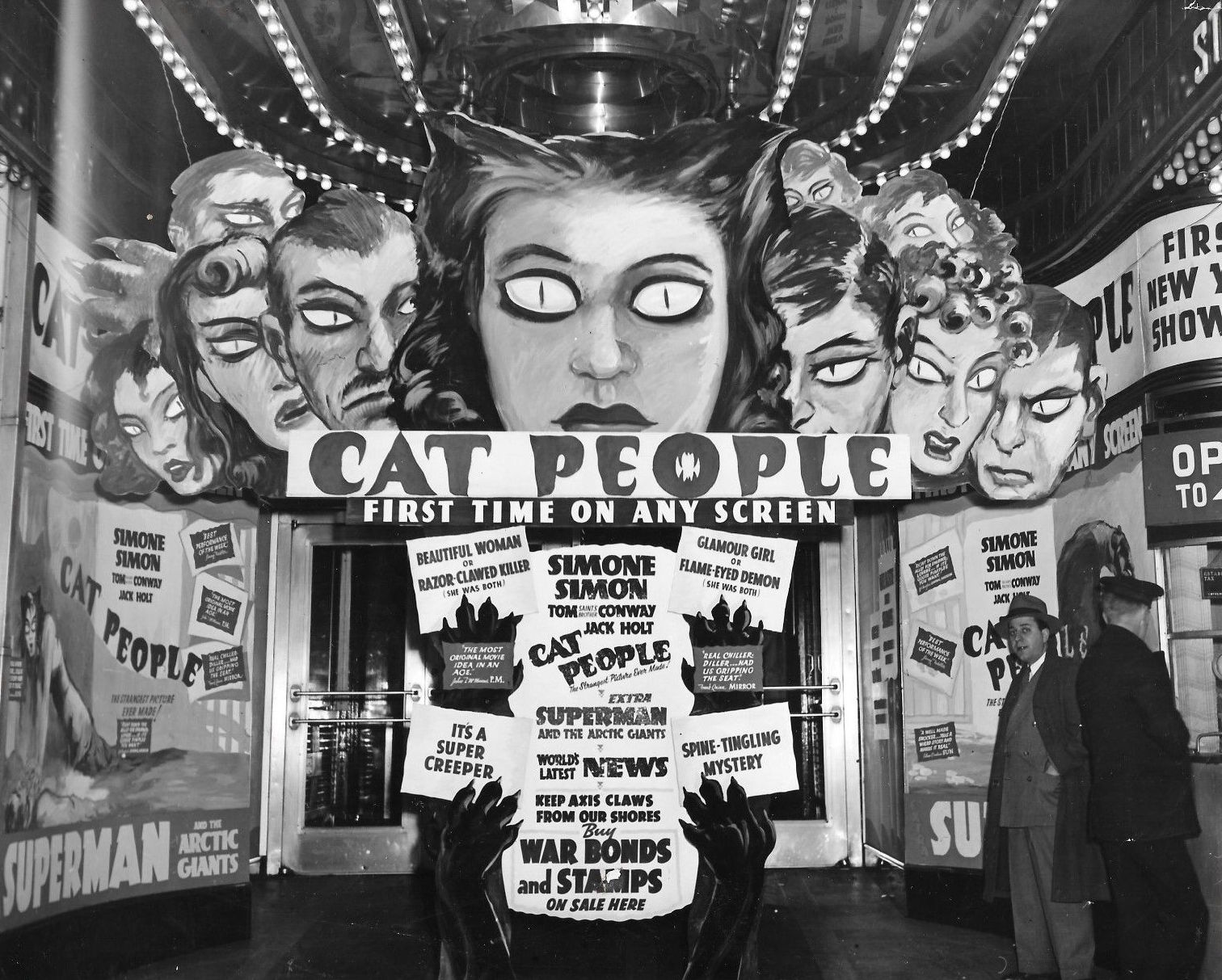
Publicités pour La Féline à l'entrée, 1942.

Le bâtiment est conçu par les architectes Thomas W. Lamb et Rosario Candela. L'établissement de 1 960 places ouvre ses portes le 21 avril 1916 sur l'ancien site de la salle de vaudeville d'Oscar Hammerstein, le Victoria Theatre, : les premiers films présentés sont Paria de la vie avec Douglas Fairbanks et Fatty vagabond de et avec Roscoe Arbuckle. Le cinéma propose cinq séances quotidiennes et dispose de son propre orchestre avec voix pour accompagner les films muets.
Avec le Strand Theatre (en), ce sont les salles de cinéma les plus importantes du Broadway d'alors. On y diffuse exclusivement des films de Triangle Film Corporation, mais à partir de 1919, le Rialto sort des productions de Paramount Pictures (alors connue sous le nom de Famous Players – Lasky Corporation) jusqu'à ce qu'il soit supplanté par le Paramount Theatre nouvellement construit en 1926.
Le 23 mai 1929, le Rialto présente la Première de Noix de coco des Marx Brothers.
Lorsque Paramount vend le bâtiment en 1935, le Rialto est démoli et reconstruit à plus petite échelle, le reste du bâtiment étant dédié aux magasins et aux bureaux. Le nouveau Rialto, bâti dans le style Art déco, comprend 700 places assises.
Dans les années 1970, l'endroit est un cinéma pour adultes, avant de revenir en février 1980 à des productions conventionnelles. Le bâtiment comprend également un studio de télévision appelé Times Square Studios (sans rapport avec le studio appartenant à ABC). Il a accueilli des talk-shows animés par Geraldo Rivera et Montel Williams, et était le centre de production de WWOR-TV.
Le bâtiment est démoli en 1998 et remplacé par le 3 Times Square, un immeuble de bureaux.

## Dans la culture populaire
Le prédécesseur du Rialto, la salle de vaudeville Hammerstein, est présenté dans Le Portrait de Jennie (1948). Les parents de Jennie sont des trapézistes qui se produisent au Hammerstein jusqu'à ce que la tragédie survienne. Le Rialto lui-même fait également une apparition dans le film, avec un dessin animé de Mickey Mouse en arrière-plan. Les recettes du box-office de la première au Théâtre Rialto du film Old Ironsides (film) de Paramount Pictures de 1926, réalisé par James Cruz, ont été versées au fonds de restauration de l'USS Constitution.